# Short C-23 Sherpa
O Short C-23 Sherpa é uma aeronave de transporte militar turboélice de categoria média construída por Short Brothers. O C-23A e C-23B são variantes do Short 330 e o C-23B+ é uma variante do Short 360.

## Projeto e desenvolvimento
O Shorts 330 foi desenvolvido pela empresa Short Brothers de Belfast, a partir de seu utilitário de transporte STOL Short Skyvan STOL . O 330 tinha uma maior envergadura e fuselagem do que o Skyvan, enquanto mantinha a seção transversal da fuselagem  em forma de quadrado do Skyvan , permitindo-lhe transportar até 30 passageiros, mantendo suas características de pouso em pistas curtas. O 330 entrou em serviço comercial em 1976.

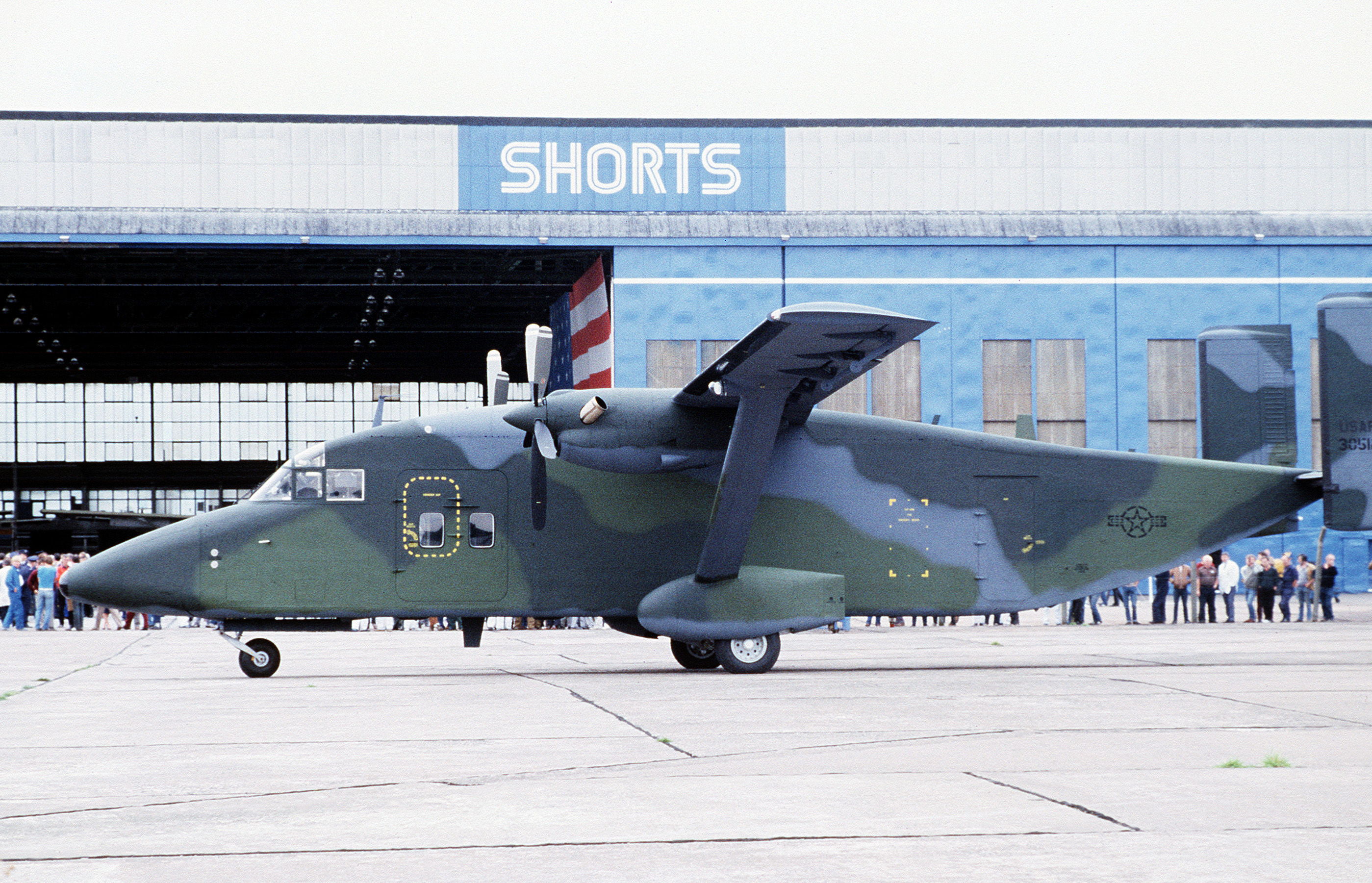
O primeiro C-23A para Força Aérea dos EUA durante cerimônia oficial de lançamento

Além dos aviões de passageiros, a Shorts também planejou duas versões de carga. O Short 330-UTT (Utility Tactical Transport ; em português Utilitário para Transporte Tático) foi uma   versão militar de transporte equipada com um reforço do piso da cabine e  portas de paraquedistas, que foi vendida em pequenas quantidades, principalmente, para a Tailândia, que comprou quatro. O Short Sherpa ( não deve ser confundido com o anterior Short SB.4 Sherpa aeronave experimental) é um cargueiro equipado com uma porta/rampa de carga traseira com largura total da fuselagem . Esta versão voou pela primeira vez em 23 de dezembro de 1982, com o primeiro pedido de 18 aeronaves sendo feito pela Força Aérea dos Estados Unidos em março de 1983. Essas aeronaves foram distribuídas ao Comando Militar de Transporte Aéreo (MAC) para a tarefa da aeronave do sistema de distribuição europeu (EDSA), transportando carga e pessoal entre as bases das Forças Aéreas dos Estados Unidos na Europa (USAFE).
Nas Forças Armadas dos EUA, o Short 330 foi designado C-23A Sherpa. O C-23B Sherpa era semelhante ao C-23A, mas com janelas na cabine. A versão derivada C-23B+ Short 360 foi criada através da substituição da fuselagem traseira de Shorts 360 obtidos no mercado de segunda-mão, pela cauda dupla traseira e rampa de carregamento do Short Sherpa.
O C-23 foi produzido nas instalações da Short Brothers em Belfast, Irlanda do Norte, para o Departamento. da Defesa dos EUA.

## Histórico operacional

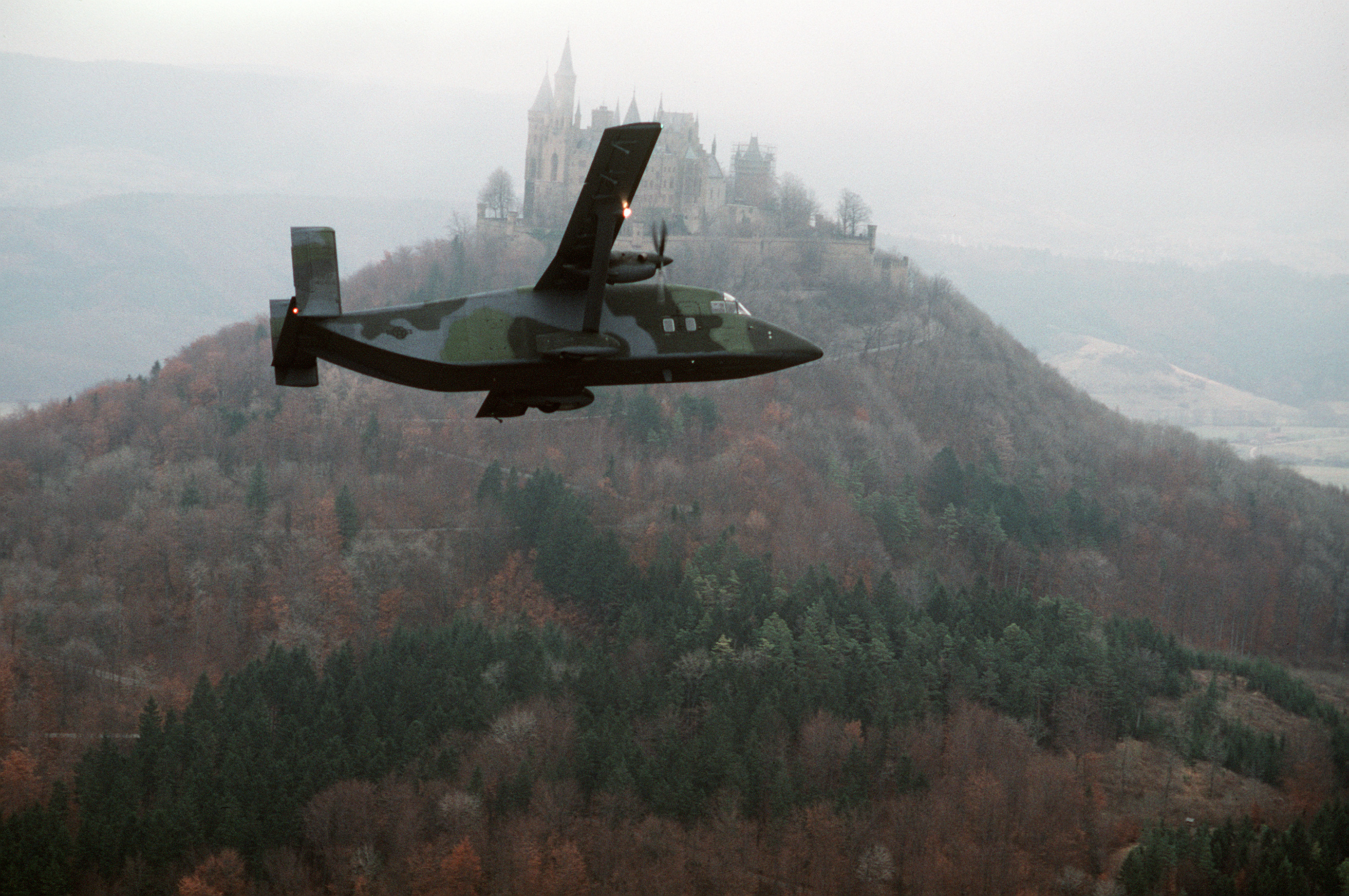
C-23A Sherpa no Castelo de Hohenzollern na Floresta Negra, em 1984

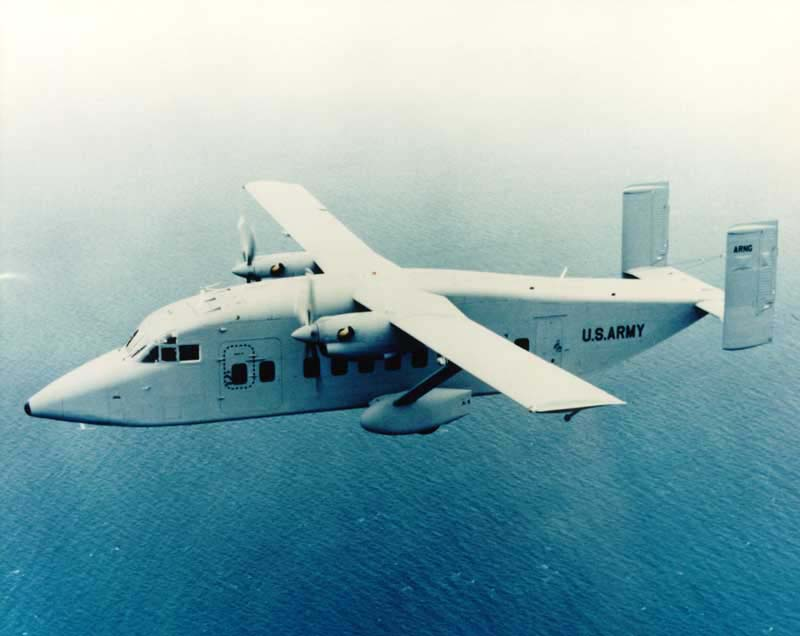
C-23B Sherpa

### Força Aérea dos EUA
O C-23A Sherpa entrou em serviço na Força Aérea dos Estados Unidos na Europa em 1985 na Base Aérea de Zweibrücken . Ele continuou em uso no EDSA  até novembro de 1990. Com o pós-guerra fria e as reduções de forças, todos os Sherpas foram devolvidos para os Estados Unidos; três aeronaves foram entregues para  Escola  de Pilotos de Teste da USAF em Edwards AFB, oito aeronaves foram entregues ao Exército dos EUA e os restantes sete para o Serviço Florestal dos Estados Unidos. A aeronave da Escola de Pilotos de Teste  aeronaves foi retirada de serviço em 1997.

### Exército dos EUA
Os oito aviões oriundos da USAF  foram usados para teste de funções em unidades diferentes; dois foram re-designados como JC-23A.
O Exército comprou quatro aeronaves civis Short 330  para substituir o DHC C-7 Caribou a ser utilizado para apoiar o Campo  de Mísseis em Kwajalein . Estas não receberam designação de C-23, e foram aposentadas em 1992. Em 1988, o Exército encomendou dez novos Shorts 330s designados C-23B para substituir o DHC C-7 Caribou que tinha sido retirado de serviço pelo Exército dos EUA, da Guarda Nacional de Aviação Atividade de Reparo e de Depósitos. Em 1990, mais seis foram encomendados.
Quando o Exército quis mais 20 C-23s, em 1990, a linha de produção tinha sido fechada;  aeronaves Short 360 usadas foram adquiridas em vez disso. Designado o C-23B+, estes foram modificados a partir do original de cauda única para o de cauda dupla e carga rampa como os outros C-23Bs. Em 1994, mais oito aeronaves foram convertidas para substituir o DHC UV-18 Twin Otters usados no Alasca.
Durante a Guerra do Iraque (2003-2011), o C-23, o Exército usou-o intra-teatro para atender suas necessidades de carga e de transporte de pessoal. É  uma alternativa econômica para o transporte de cerca de 20 pessoas ou três paletes de carga quando a velocidade não era fator crítico.
Como parte programa Constant Hawk de coleta de informações do Exército dos Estados Unidos, cinco Short 360 foram modificados para uso no Iraque e voaram no teatro, entre 2006 e 2011. Duas outras aeronaves modificadas colidiram em pleno ar, antes da entrega para o Iraque. A  aeronave Constant Hawk não recebeu uma designação militar.
Em 13 de junho de 2007, o Alenia C-27J foi selecionado para substituir o C-23 no Exército dos Estados Unidos. Um total de 43 C-23s estavam em serviço no Exército dos Estados Unidos em novembro de 2008. O C-23 Sherpa foi retirado do serviço da Guarda Nacional do Exército em janeiro de 2014. Como parte da Lei de Autorização de Defesa Nacional para o Ano Fiscal de 2014, 8 C-23s podem ser transferidos para o Estado do Alasca para operar a partir de pistas rurais curtas para missões de busca e salvamento e transporte médio.
Em dezembro de 2014, foi anunciado que a os EUA forneceriam oito aviões para a Estónia, Djibuti, e Filipinas.

### Serviço Civil e na Guarda Aérea Nacional
Vários aviões  excedentes foram vendidos para operadores americanos, que os utilizam para o transporte de equipamentos e equipes  para locais de trabalho remotos. Outros, foram usados por unidades da Guarda Nacional Aérea em vários estados dos EUA.
Em 3 de março de 2001, um C-23B Sherpa pertencente ao 171º Regimento de Aviação da  Guarda Nacional do Exército da Flórida estava transportando 18 trabalhadores da construção civil de Hurlburt Field (Flórida), para a Naval Air Station Oceana (Virgínia). O piloto deixou o cockpit de voo para usar o banheiro de ré. O seu peso no no compartimento traseiro deslocou o centro de gravidade suficiente (mais tarde cálculos determinaram que a aeronave havia sido carregada fora do seu envelope operacional no início do voo) de forma que o avião tornou-se instável quando uma turbulência severa foi encontrada. As violentas variações de força-g, em seguida, levaram a inconsciência da tripulação e causou o rompimento da aeronave em voo perto de Unadilla, Geórgia, matando 21 pessoas a bordo.

### Exército Brasileiro
O Comando Logístico do Exército Brasileiro (EB) começou o processo para a aquisição de quatro aeronaves C-23+ Sherpa através do Programa Foreign Military Sales (FMS), dos Estados Unidos. Segundo portaria nº 067 do Comando Logístico do EB divulgada no dia 9 de agosto de 2017, as aeronaves serão destinadas “ao emprego nas missões de Apoio Logístico; de Apoio ao Combate; de transporte de pessoal e suprimento, em especial, para os Pelotões Especiais de Fronteira (PEF); e de coordenação e cooperação com agências, para a atuação em toda a Região Amazônica, áreas do Comando Militar da Amazônia, Comando Militar do Norte e Comando Militar do Oeste e, eventualmente, também em outras regiões do país”.
O Comando Logístico materializou essa decisão com a apresentação do pedido oficial das aeronaves, na Letter nº 39/Bld/Seç Bld/DMat - Brazilian Army Letter of Request for 4ea C-23B+ SHERPA aircraft by the Excess Defense Articles (EDA) - Grant program with the U.S. Army Foreign Military Sales (FMS), de 3 de abril de 2017.

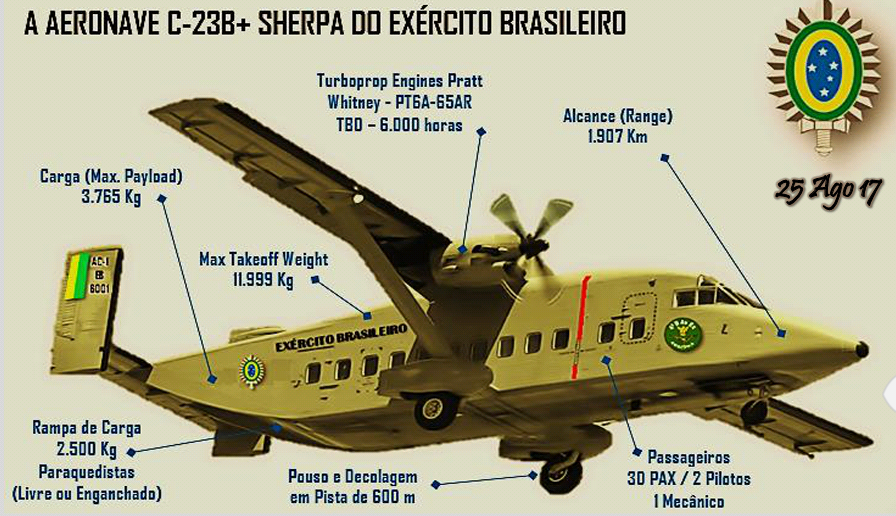
Concepção artística do Sherpa C-23, integrante do projeto modal aéreo da Amazônia Brasileira

Ainda de acordo com o EB, a decisão foi tomada com base no relatório técnico feito em fevereiro deste ano, que mostrou que a aeronave vai representar economia de quase 40% do valor gasto atualmente para as missões. “O valor gasto anualmente em transporte aéreo pela 12ª RM (na contratação de empresas aéreas regionais civis) poderá ser aplicado nas Anv C-23B+ SHERPA. Os cálculos mostram que o preço do quilograma transportado pelo C-23B+ SHERPA é de cerca de 39% (trinta e nove por cento) menor que o transportado pela empresa aérea civil, contratada pela 12ª RM”.
O objetivo é adquirir as aeronaves até 2021 e que vão operar na Força Terrestre por 15 anos. “Por suas características técnicas, a aeronave C-23B+ SHERPA pode cumprir as missões de Apoio Logístico com vantagens operativas e com custo consideravelmente inferior ao da atual frota de helicópteros da Aviação do Exército. Uma consulta a um operador americano das Anv C-23B+ SHERPA apresentou um custo da hora de voo, muito baixo, cerca de ¼ (um quarto) do valor médio da hora de voo dos atuais helicópteros da Aviação do Exército”, diz o documento.
Segundo o documento, o programa vai prever modernização das aeronaves, treinamento de militares e suporte por pelo menos cinco anos. A aquisição faz parte do planejamento do EB de reativar a aviação de asa fixa até 2019. 
A autorização legal para o Exército operar aviões foi recebida por decreto presidencial em 6 de junho de 2020. A decisão imediatamente recebeu críticas pesadas de oficiais da Força Aérea Brasileira (FAB) e mesmo alguns do Exército, argumentando que a situação orçamentária não justifica o investimento e o correto seria recuperar os aviões de transporte parados da FAB. Apenas dois dias depois, o decreto foi revogado, impedindo a ambição do Exército de recuperar sua aviação de asas fixas e cancelando a compra das aeronaves.

## Variantes
C-23A Sherpa
Bimotor de transporte de aeronaves para a Força Aérea dos EUA, com base no Short 330-UTT; ele foi equipado com um reforço do piso do cabine com um sistema de transporte com roletes, além de uma barra porta de carga na porta lateral da fuselagem, equipado com um operadas hidraulicamente largura total de carga traseira, porta/rampa; 18 construídas.
C-23B Sherpa
Aeronaves de transporte de dois motores da Guarda Nacional do Exército, semelhante ao C-23A, mas com janelas na cabine, trens de pouso mais robustos, portas para de paraquedistas com abertura para dentro na parte traseira da fuselagem e uma rampa de carga com duas seções operável no ar ; 16 construídas.
C-23B+ Super Sherpa
Short 360 aeronave adquirida usada pelo Exército dos EUA e modificada pela West Virginia Ar (Centro de WVAC) para a substituição da parte traseira da fuselagem do Short 360, com a sua única altura deriva, para  cauda dupla e  rampa de carregamento traseira  do Short Sherpa. 28 aeronaves civis foram modificadas.
C-23C
C-23-B e C-23B+ com flightdeck de aviônica de atualização no âmbito do programa de Atualização do Sistema de Aviônicos do Cockpit  , 43 modificados.
C-23D
C-23C com aviônicos atualizados sob a programa de " Modificação de Aviônicos de Segurança"  a partir de 2010, o programa foi cancelado e apenas quatro aeronaves foram modificadas.

## Operadores
Djibuti
- Força Aérea do Djibuti

 Filipinas
- Exército Filipino
- Guarda Costeira Filipina

 Estados Unidos
- Força Aérea Dos Estados Unidos
- Exército Dos Estados Unidos

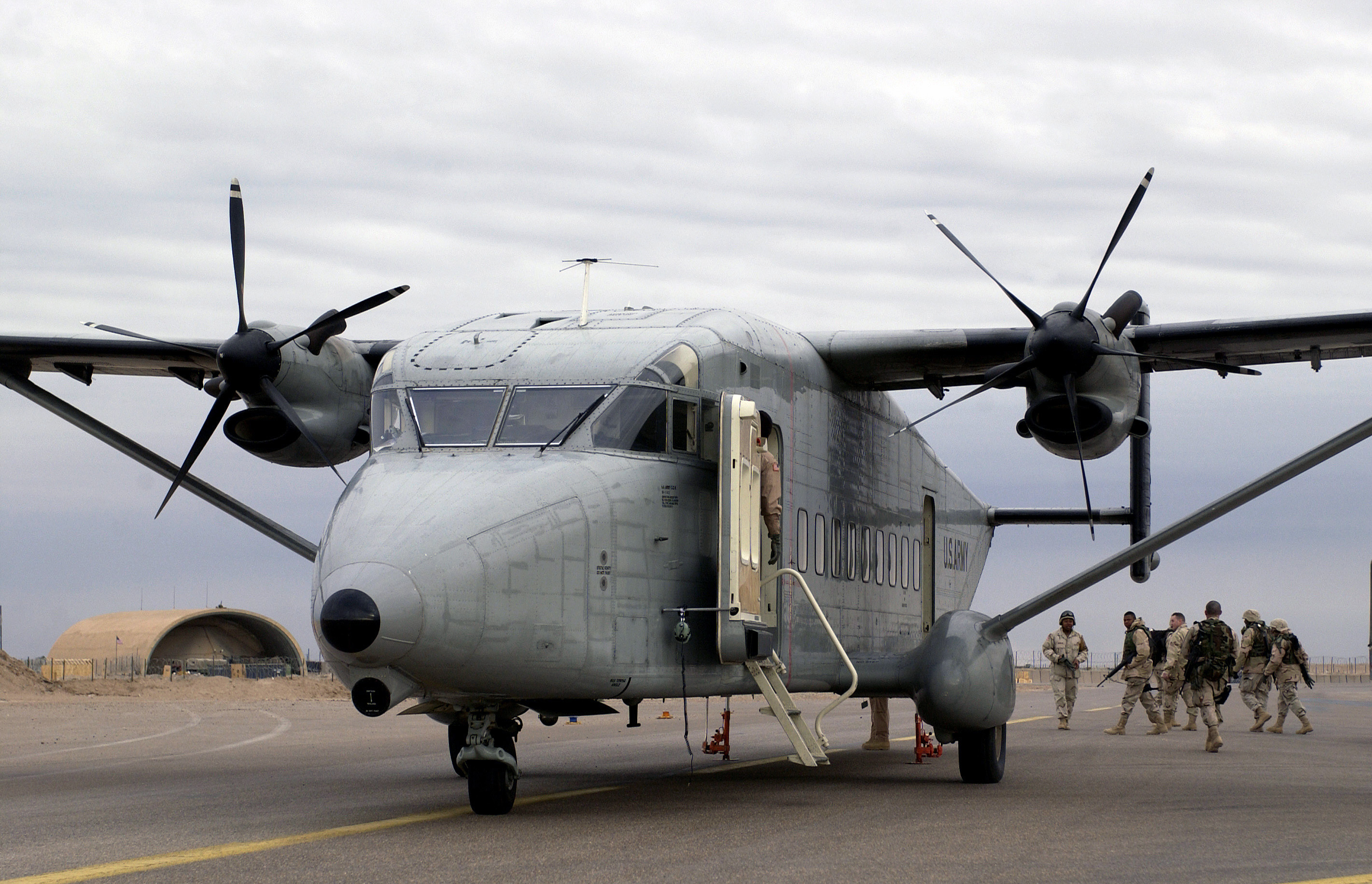
C-23B Sherpa no Iraque, 2004

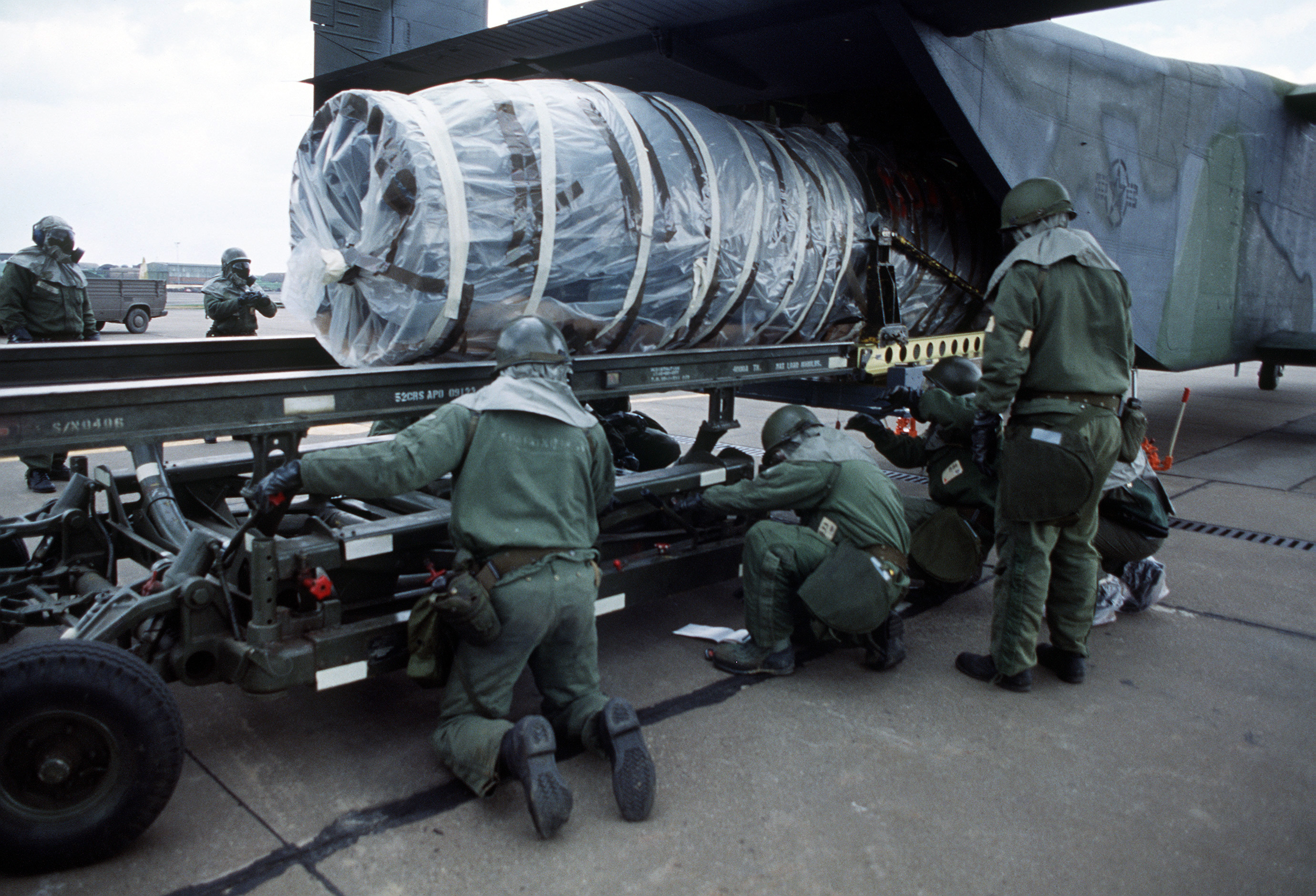
Um C-23A com um motor de aeronave sendo descarregado

- Guarda Nacional Dos Estados Unidos
- Serviço Florestal dos Estados Unidos
- NASA[19]

### Operadores Civis
Antigos aviões do Exército e da Força Aérea dos EUA foram vendidos para operadores civis, incluindo:
 Filipinas
- Royal Star Aviation;

 Estados Unidos
- Era Aviation
- Freedom Air
- Richland County Sheriffs Department (Carolina Do Sul)

## Aeronaves em exposição
Estados Unidos
- Short 330-200 85-25343, uma antiga aeronave do Centro de Testes Militares do atol de Kwajalein , no  Museu de Aviação do Exército de Millville , Millville, Nova Jersey.
- C-23C – N863DZ, que foi o US Army 93-01320, no Air Heritage Museum, no aeroporto de Beaver County, Pensilvânia.

## Especificações

### C-23A
Caracteríisticas gerais
- Tripulação: três (dois pilotos e um tripulante de cabine)
- Capacidade: 30 passageiros, ou 18 macas
- Comprimento: 58 pés 0 pol (17.69 m)
- Envergadura: 74 pés 9 pol (22.78 m)
- Altura: 16 pés 3 pol (4.95 m)
- Superfície alar: 453 pés² (42.1 m²)
- Aerofólio: NACA 63 series, modificado
- Peso vazio: 14,200 lb (6,440 kg)
- Peso máximo de decolagem: 22,900 lb (10,387 kg)
- Motores: 2 × Pratt & Whitney Canada PT6A-45-R turbohélice, 1,198 hp (894 kW) cada

Desempenho
- Velocidade máxima: 281 mph (245 knots, 453 km/h) a 12,000 pés (3,657 m)
- Velocidade de cruzeiro: 255 mph (221 knots, 410 km/h)
- Velocidade de estol: 85 mph (73 knots, 136 km/h) com flaps expandidos e trem de pouso abaixado
- Alcance: 770 mi (670 nm, 1,239 km) na versão de passageiros, 1,966 kg de carga paga sem reserva
- Teto de serviço: 27,000 pés (5,114 m)
- Razão de subida: 2,100 pés/min (10.6 m/s)
- Carga alar: 50.6 lb/pé² (247 kg/m²)
- Potência/peso: 0.052 hp/lb (170 W/kg)

### C-23-B/C
Características gerais
- Tripulação: três (dois pilotos e um tripulante de cabine)
- Capacidade: 18-20 passageiros
- Comprimento: 58 pés 0 pol (17,69 m)
- Envergadura: 74 pés 10 pol (22,78 m)
- Altura: 16 pés 5 pol (4,95 m)
- Superfície alar: 456 pés² (42,4 m²)
- Aerofólio: NACA 63 series, modificado
- Peso vazio: 16.040 lb (7.276 kg)
- Peso máximo de decolagem: 25.600 lb (11.610 kg)
- Motores: 2 × Pratt & Whitney Canada PT6A-45-R turbohélice, 1.198 hp (894 kW) cada

Desempenho
- Velocidade máxima: 291 mph (252 knots, 468 km/h)
- Velocidade de cruzeiro: 262 mph (228 knots, 422 km/h)
- Alcance: 1.185 mi (1.030 nm, 1.907 km)
- Teto de serviço: 28.000 pés (5.303 m)